# Nová Ves nad Váhom
Nová Ves nad Váhom (in ungherese Vágújfalu) è un comune della Slovacchia facente parte del distretto di Nové Mesto nad Váhom, nella regione di Trenčín.